# Crise de desarmamento do Iraque
A crise do desarmamento iraquiano foi reivindicada como uma das principais questões que levaram à invasão multinacional do Iraque em 20 de março de 2003.
Desde a década de 1980, o Iraque foi amplamente assumido como tendo produzido e executado extensivamente os programas de armas biológicas, químicas e nucleares. O Iraque fez uso extensivo de armas químicas durante a Guerra Irã-Iraque na década de 1980, inclusive contra sua própria população curda. A França e a União Soviética ajudaram o Iraque no desenvolvimento de seu programa nuclear, mas sua principal instalação foi destruída por Israel em 1981 em um ataque aéreo surpresa.
Após a Guerra do Golfo em 1990, a Comissão Especial das Nações Unidas localizou e destruiu grandes quantidades de armas químicas iraquianas e equipamentos e materiais relacionados com diferentes graus de cooperação e obstrução iraquiana, mas a cooperação iraquiana mais tarde diminuiu em 1998. A questão do desarmamento permaneceu tensa durante toda a década de 1990, com os EUA na ONU, exigindo repetidamente que o Iraque permitisse que equipes de inspeção chegassem às suas instalações. Essas crises atingiram seu clímax em 2002-2003, quando o presidente dos EUA, George W. Bush, exigiu o fim completo do que ele alegava ser a produção iraquiana de armas de destruição em massa, e argumentou com o presidente iraquiano Saddam Hussein para cumprir as resoluções da ONU exigindo que os inspetores de armas da ONU tivessem acesso irrestrito a áreas que esses inspetores pensavam que poderiam ter instalações de produção de armas.
Desde a Guerra do Golfo, em 1991, o Iraque foi impedido pela Organização das Nações Unidas (ONU) de desenvolver ou possuir tais armas. Também foi necessário permitir inspeções para confirmar o cumprimento iraquiano. Bush apoiou repetidamente as exigências de inspeção irrestrita e desarmamento com ameaças de invasão. Em 20 de março de 2003, uma aliança multinacional contendo as forças armadas dos Estados Unidos e do Reino Unido lançou uma invasão do Iraque. Após a retirada das tropas americanas do Iraque em 2011, uma série de iniciativas de paz iraquianas fracassadas foram reveladas.